# Amédée Willot
Amédée Willot (Belfort, 31 agosto 1755 – Boissy-Saint-Léger, 18 dicembre 1823) è stato un politico e generale francese.
Anche noto come conte di Grandprez, fu un generale ed uomo politico realista nell'epoca della Rivoluzione.

## Esordi
Nato a Belfort nel 1755, venne arruolato nell'esercito a sedici anni, nel 1771. Gli annuari militari registrano, il 28 ottobre 1774, la nomina a insegna del reggimento provinciale della città di Parigi; il 24 marzo 1775 la nomina a tenente; il 7 giugno 1784 a tenente dei granatieri; il 15 febbraio 1789, alla vigilia della Grande Rivoluzione, a capitano.

## La rivoluzione

### Ufficiale del nuovo esercito
Con lo scioglimento del suo reggimento, si trasferì a Maurecourt, villaggio dell'Île-de-France, ove divenne comandante della neonata Guardia nazionale eppoi membro del direttorio del distretto di Saint-Germain.
L'adesione alle nuove istituzioni, ancora monarchiche, gli consentì, il 30 giugno 1791, di divenire aiutante di campo del generale de Choisy. Per poi passare, il 23 marzo 1792, a tenente-colonnello del 5º Battaglione di fanteria leggera. Il 1º giugno 1793 assunse il comando provvisorio della 5ª Demi-brigade di fanteria leggera, formata dal 5º Battaglione di fanteria leggera e da varie compagnie di corpi franchi.

### La campagna dei Pirenei
Dal 1793 venne comandato sui Pirenei occidentali, ove, il 16 aprile 1793 partecipò, insieme al de Kerveguen, al fallito assalto al villaggio di Céret, dal quale si controllava un ponte strategico, a seguito del quale venne chiamato a dar conto presso il tribunale militare di Tolosa (il generale de Houlière si suicidò). Poi le cose dovettero migliorare dal momento che, il 23 giugno 1793, venne promosso generale di brigata "a titolo provvisorio". Successivamente subì una nuova sconfitta contro gli spagnoli che gli costò un'accusa di "realismo", avanzata dal rappresentante in missione del Comitato di Salute Pubblica ed imprigionato a Bayonne: si era, infatti, nel contesto del Terrore giacobino ed il governo scambiava ogni cedimento per tradimento. Fece in tempo ad essere liberato, per il 9 termidoro (29 luglio 1794), dopodiché la promozione gli venne confermata, a titolo definitivo, il 13 aprile (o giugno) 1795.
Il 3-6 luglio 1795 si portò coraggiosamente alla battaglia di Irrunsun (altrimenti nota come battaglia di Lecumberry), tanto da essere promosso, la sera stessa, generale di divisione a titolo provvisorio (dal 17 luglio con nomina definitiva).
Si trattò di uno degli ultimi scontri della cosiddetta guerra del Rossiglione, che, di lì a poco, consentì al Moncey di occupare Vitoria, il 17 luglio e Bilbao, il 19, sino a determinare la firma, il 22 della seconda pace di Basilea: la Spagna del Godoy cedeva definitivamente l'attuale Haiti, permetteva alla Francia di concentrarsi sul fronte del Reno ed italiano, ma, soprattutto, inaugurava una collaborazione che avrebbe portato a due decenni di sangue.

## Il Direttorio

### Il comando in Vandea
Il 15 settembre 1795 venne comandato in Vandea: lì, a Fontenay assunse, il 1º ottobre, il comando della 3ª Divisione dell'Armata dell'Ovest, incaricata della repressione contro i realisti Vandeani. Eppoi, il 9 dicembre (o il 18), addirittura il comando dell'intera armata. Lì venne accusato di mene ed intrighi con i realisti ribelli, detti chouan, ebbe un contrasto con l'Hoche, che lo accusò di aver trattato, pur privo di ordini, con alcuni capi ribelli. Questi aveva condotto le operazioni sin dalla ripresa dei combattimenti, su iniziativa realista, il 24 giugno: questa seconda guerra vandeana ebbe una storia assai inferiore alla precedente: gli insorti, al comando del Sombreuil, figlio e fratello di ghigliottinati furono assediati sulla penisola di Quiberon. Qui capitolarono il 21 luglio nelle mani di Hoche, sotto condizione che i suoi uomini avessero salva la vita. Contrariamente a tali condizioni, egli venne giudicato insieme ad altri 16 prigionieri, tutti condannati a morte e giustiziati, il 28 luglio, a Vannes. Dei 952 prigionieri oltre 750 verranno fucilati.
La ferocia dei convenzionali al Quiberon si spiega in larga parte con la necessità di garantirsi sostegno a sinistra in vista di un possibile scontro con i realisti, che si erano molto rinforzati, a Parigi, offrendo alla Convenzione un sostegno vitale alla repressione delle insurrezioni montagnarde del 12 germinale e del 1 pratile.
Seguì, infatti, l'approvazione del decreto dei due terzi, che impedì ai monarchici di conquistare, con il libero voto popolare, la maggioranza parlamentare e la conseguente tentativo di colpo di mano monarchico il 13 vendemmiaio (5 ottobre), a Parigi: represso dalle truppe fedeli all'Assemblea, guidate da un giovanissimo generale Buonaparte, da poco scoperto dal Barras.
Non stupisce, quindi, che Hoche, che pure il 25 dicembre gli aveva affidato l'incarico di firmare, a Chantonnay un accordo con tre ufficiali rappresentanti del Sapinaud, avesse ragione del Willot. Cosicché egli venne messo in congedo, il 6 gennaio 1796. D'altra parte il 29 dicembre Hoche era stato promosso a capo della armata degli Oceani, che riuniva le tre armate dell'Ovest, delle Coste di Brest e delle Coste di Cherbourg e non è escluso che sia avvenuto un generale rimescolamento dei comandi.

### Il comando della divisione di Marsiglia
Dopo un breve periodo in cui i termidoriani tornarono ad appoggiarsi alla sinistra ex-montagnarda, le cose tornarono a cambiare a favore dei realisti, non appena venne scoperta la cosiddetta Congiura degli Eguali del Gracco Babeuf (ghigliottinato il 27 maggio 1796).
Probabilmente in quel contesto, Willot venne nominato, il 25 luglio 1796 a capo della 8ª divisione militare, quella di Marsiglia, da generale di divisione. Qui era, sicuramente, il 27 novembre 1796. In quella carica passò, sembrerebbe, al comando della riserva dell'Armata d'Italia (ovvero a tale funzione venne demandata la sua divisione), al cui comando era, da lungo tempo, il giovane generale Bonaparte, ormai vittorioso.
Le relazioni fra quest'ultimo e Willot, in tali movimentati frangenti, sono poco chiare: talune fonti sostengono che Willot dovette cedere il comando su richiesta del comandante dell'armata d'Italia, che ne avrebbe denunciato le mene contro-rivoluzionarie: tanto che altre fonti lo ricordano come uno dei capi della 'reazione moderatà in Provenza (confondendo con il cosiddetto "Terrore Bianco" del 1795). In effetti, quando Willot cedette il comando, il Direttorio voleva sostituirlo con il Pichegru, sennonché Bonaparte troncò la discussione avocando a sé la nomina, per attribuirla ad uno dei generali dell'armata d'Italia. Dei quali, evidentemente, poteva fidarsi. Le inopinate relazioni con il Terrore Bianco si spiegano, forse, con la decisione di porre sotto stato d'assedio diverse città della zona della 8ª divisione. In ogni caso, gli elementi sembravano accumularsi, come dimostra la circostanza che uno dei suoi sottoposti, tale Jacques-Nicolas Moynat d'Auxon, comandante del distaccamento della 8ª divisione militare nel Var, era stato accusato in relazione ad alcune sollevazioni ‘realiste’ nella regione.
Tutti questi elementi, apparentemente confusi, si spiegano con la situazione politica francese di quei mesi, dominata dal latente contrasto fra i realisti, maggioritari nel Paese e, presto, anche in parlamento ed i repubblicani, ben rappresentati al Direttorio ed appoggiati dal Napoleone. Quest'ultimo, in quei giorni impegnato nelle ultime, trionfali fasi della prima campagna d'Italia, era decisamente ostile ai realisti, per la ottima ragione che il proprio passato giacobino (assedio di Tolone e 13 vendemmiaio) non gli avrebbe mai permesso di sopravvivere (almeno politicamente) ad un governo realista.

### Deputato a Parigi
Al contrario, Willot aveva scelto di stare dalla parte dei realisti, i quali, profittando del ritrovato spazio politico, vinsero le elezioni dell'11 aprile 1797, destinate a rinnovare un terzo dei seggi, e conquistarono la maggioranza in entrambi i Consigli. Willot venne eletto deputato al Consiglio dei Cinquecento, per il collegio delle Bouches-du-Rhône e fu uno dei simboli della vittoria, insieme ad altri notevoli eletti, quali Imbert-Colomès, già repressore della rivolta contadina detta la Grande Paura del 1789-1790, Pichegru, Claret de Fleurieu, già ministro di Luigi XVI, o l'oratore Jordan.
Willot abbandonò, quindi, il comando della 8ª divisione, sedette fra i Clichiens (moderati o, come si diceva, cripto-realisti) e si oppose alla nomina a ministro della guerra del generale Hoche, con il (non invalido) argomento che questi non aveva ancora raggiunto l'età costituzionale di trent'anni.
Doveva godere di un discreto prestigio, dal momento che divenne membro della Commissione degli ispettori della salà (commission des inspecteurs de la salle) e venne ammesso nella commissione del Consiglio incaricata della revisione delle 'leggi militarì cui appartenevano personalità importanti quali i generali Pichegru, Ferrand, Aubry e Jordan (oltre a tali Gau e Normand). A lui venne affidata la presentazione di una proposta, avanzata il 18 messidoro (6 luglio) 1797 per la riorganizzazione del Maresciallato (la Maréchaussée), ovvero la gendarmeria: una questione lasciata irrisolta nel bailamme della Grande Rivoluzione e che venne risolta solo con la legge del 28 germinale (17 aprile 1798), quando, ormai, Willot era stato espulso dalla politica nazionale.
Nel frattempo consolidò i propri rapporti con il Pichegru aderendo insieme a lui, nel 1797 alla loggia massonica "Centre des Amis", a Parigi.

### Deportato in Guiana
Da deputato Willot venne coinvolto nella questione degli assassini e degli atti di brigantaggio nella regione di Lione: prima gli venne chiesto conto, poi rispose con consigli e relazioni specifiche.
Successivamente, sulla base di una denuncia dell'Hoche alcuni ufficiali vennero condannati per aver concordato con il Willot la diffusione di giornali anti-repubblicani nell'esercito.
Tutte queste polemiche era parte della più generale tensione politica fra i repubblicani e realisti: essa sfociò nel colpo di Stato del 18 fruttidoro (4 settembre 1797): Willot venne arrestato, rinchiuso nella prigione del Tempio e, insieme al de Barthélemy, al Pichegru, Marbois, La Rue, Ramel e ad un discreto numero di deputati, giornalisti e preti (sessantuno in totale), comandato alla deportazione in Guyana, con decreto del 19 fruttidoro 5 settembre.
Venne trasportato nella cittadina costiera di Sinnamary, da dove, insieme al de Barthélemy, al Pichegru e ad altri tre, riuscì a fuggirne nel giugno 1798, raggiungendo l'Inghilterra.

## Esule durante l'Impero
Autorizzato a rientrare in Francia sotto il Consolato, non volle rientrare, preferendo continuare la opposizione a Napoleone. Si era, infatti, nel molto movimentato contesto della campagna della seconda coalizione, segnato dalla battaglia di Marengo, del 14 giugno 1800.
Il 23 settembre 1800 venne nominato da Luigi XVIII con il molto teorico titolo di comandante in capo delle province meridionali della Francia: con questa carica fu a Genova, in Sicilia, all'Elba (ove fu governatore della fortezza napoletano di Porto Longone), a Minorca, prima di rientrare in Inghilterra da cui mosse, infine, per gli Stati Uniti d'America.

## Comandante sotto la Restaurazione
Rientrò, finalmente, solo nel 1814, con la prima intronizzazione di Luigi XVIII, che lo gratificò, in data imprecisata, del titolo di 'luogotenente generale', il 10 gennaio 1816 del comando della 23ª divisione militare, il 2 marzo del titolo di conte e, il 14 maggio 1816, della carica di comandante della divisione militare della Corsica.
Tale carica, apparentemente non importantissima, appariva delicata in quanto dalla Corsica era partita l'ultima spedizione di Gioacchino Murat alla disperata riconquista del Regno di Napoli, tragicamente conclusa con la sua fucilazione il 13 ottobre 1815 a Pizzo Calabro. In questo contesto si era svolto un confuso affare legato a certi diamanti che il deposto sovrano aveva lasciato in Corsica: il predecessore del Willot, il bonapartista, il de Rivière, aveva cercato di impossessarsene, ai danni del notabile corso Bernardino Poli, che gli aveva resistito nella regione del Fiumorbu, sconfiggendolo e costringendolo a riparare con il reggimento "Royal Louis" ad Aleria, eppoi a Bastia. Tali avvenimenti avevano posto, ancora una volta, in evidenza la instabilità del dominio francese sull'isola, tanto che il de Rivière era stato rimosso (in cambio del posto di ambasciatore nella lontanissima Costantinopoli) e sostituito, il 23 gennaio 1816, con il Willot, evidentemente giudicato uomo di polso.

## Esito
Morì il 18 dicembre 1823 nel suo castello a Boissy-Saint-Léger, nella Valle della Marna, Île-de-France.
Il suo nome è iscritto sul pilastro ovest dell'Arco di Trionfo di Parigi.
Si conserva un ritratto ad olio, anonimo, conservato presso il museo nazionale del castello di Versailles (Musée national du château et des Trianons).